# أندي تننت
أندِي تِنَنت (Andy Tennant بالإنجليزية وتلفظ [ˈændi ˈtɛnənt]) هو مخرج وكاتب سيناريو أمريكي من مواليد 1955، وهو مخرج فيلم هيتش من بطولة ويل سميث.

## وصلات خارجية
- أندي تننت على موقع IMDb (الإنجليزية)
- أندي تننت على موقع ألو سيني (الفرنسية)
- أندي تننت على موقع أول موفي (الإنجليزية)
- أندي تننت على موقع بوكس أوفيس موجو (الإنجليزية)
- أندي تننت على موقع قاعدة بيانات الأفلام السويدية (السويدية)
- أندي تننت على موقع إن إن دي بي (الإنجليزية)
- أندي تننت على موقع قاعدة بيانات الفيلم (الإنجليزية)
- أندي تننت على موقع كينوبويسك (الروسية)